# Renouveau catholique
Renouveau catholique (dosł. odnowa katolicka) – katolicki ruch literacki, filozoficzny i społeczny zapoczątkowany we Francji i rozprzestrzeniony w innych krajach europejskich.

## Historia
Ruch renouveau catholique został zapoczątkowany w pierwszej połowie XIX wieku i był kierowany przez François-René de Chateaubrianda. Jako reakcyjny występował przeciwko oświeceniu i francuskiemu rozdziałowi kościoła i państwa. Ruch głosił także pogląd o niewystarczalności języka codziennego w literaturze, dzięki czemu zyskał poparcie licznych pisarzy.
Jednym z celów renouveau catholique było odrodzenie literatury i społeczeństwa poprzez zwrócenie się ku wartościom ortodoksyjnego katolicyzmu. Preferowanymi gatunkami były powieści kapłańskie, żywoty świętych, księgi cudów, misteria i oratoria dramatyczne. Prócz katolicyzmu odnowę ukształtował sprzeciw wobec pozytywizmu i determinizmu, które kontrastowano z katolickimi dogmatami. W Paryżu wytworzyły się powiązania między ruchem a rosyjską emigracją. Stamtąd też oddziaływał on na literacki ruchu oporu w Niemczech.
Brak sprecyzowanego programu sprawił, że ruch mógł oddziałać na szerokie spektrum francuskich intelektualistów. Wpływu renouveau catholique można doszukiwać się zarówno w estetyzującym katolicyzmie Jorisa-Karla Huysmansa oraz w tradycjonalizmie i nacjonalizmie Action française, jak i w socjalizmie reprezentowanym przez Charles’a Péguyaa oraz uniwersalistycznej perspektywie Paula Claudela.
W krajach niemieckojęzycznych odnowa przybrała neco inną postać, ponieważ państwo było przyjazne Kościołom. W Niemczech i Austrii autorzy, którzy zwrócili się w stronę odnowy katolickiej, kładli nacisk na swoją lojalność wobec państwa i wspierali wychowanie religijne.

## Przedstawiciele
Dania
- Johannes Jørgensen

Francja
- Georges Bernanos
- Léon Bloy
- Paul Bourget
- Paul Claudel
- Julien Green
- Joris-Karl Huysmans
- Francis Jammes
- François Mauriac
- Charles Péguy
- Jean Cayrol
- Gilbert Cesbron
- Georges Dumesnil
- Luc Estang
- Ernest Hello
- Marcel Jouhandeau
- Paul-André Lesort
- Maxence van der Meersch
- Jean Montaurier
- Henri Queffélec
- Emmanuel Mounier
- Jacques Maritain
- Gabriel Marcel
- Henry Bordeaux
- Ernest Psichari
- Georges Rouault
- George Fonsegrive
- Léontine Zanta

Niemcy
- Stefan Andres
- Werner Bergengruen
- Elisabeth Langgässer
- Gertrud von Le Fort
- Heinrich Lützeler
- Edzard Schaper
- Reinhold Schneider
- Ruth Schaumann
- Carl Muth
- Teodor Haecker
- Peter Wust
- Romano Guardini
- Michael Brink
- Konrad Weiß
- Friedrich Ritter von Lama
- Friedrich Muckermann
- Conrad von Bolanden
- Dietrich von Hildebrand

Wielka Brytania
- T.S. Eliot
- Clothilde Graves
- Graham Greene
- Bruce Marshall
- Evelyn Waugh
- John Henry Newman
- William Francis Barry
- Robert Hugh Benson
- John Ayscough
- Hilaire Belloc
- Gilbert Keith Chesterton
- Alice Thomas Ellis
- Gerard Manley Hopkins
- Coventry Patmore
- Francis Thompson

Irlandia
- Patrick Augustine Sheehan

Holandia
- Bertus Aafjes
- Godfried Bomans

Norwegia
- Sigrid Undset

Austria
- Gertruda Fussenegger(inne języki)
- Enrica von Handel-Mazzetti
- Franz Werfel
- Ryszard Kralik
- Karl Domanig
- Franz Xaver Eichert

Polska
- Władysław Reymont
- Henryk Sienkiewicz

Rosja
- Nikołaj Bierdiajew
- Siergiej Bułgakow

Słowenia
- Fran Saleški Finžgar
- Karel Władimir Truhlar
- France Bevk

Czechy
- Jindřich Šimon Baar
- Jakub Deml
- Jan Zahradníček
- Václav Beneš Třebízský
- Josef Florian
- Karel Dostál-Lutinov